# ローナン・ファロー
ローナン・ファロー（Ronan Farrow、1987年12月19日 - ）は、アメリカ合衆国のジャーナリスト、弁護士。映画監督のウディ・アレンと女優のミア・ファローとの間に生まれた。

## 生い立ち
出生名はサチェル（Satchel）。バード大学、イェール大学法科大学院を卒業し、オックスフォード大学に進学。2012年にはセレーナ・ゴメスとの噂がたち、2013年には米雑誌ピープルにより「最もセクシーな男性たち」の一人に選ばれた。またこの頃、母親のミアがローナン・ファローの父親はフランク・シナトラかもと言い出して大騒ぎになった。米雑誌ニューヨーカーに寄稿した記事が＃MeToo運動に発展し、2018年のピューリッツァー賞を受賞した。
2019年には＃MeToo運動の発端となったハーヴェイ・ワインスタインによる性暴力事件の実態とその取材についてを語った「Catch and Kill: Lies, Spies, and a Conspiracy to Protect Predators」を執筆し、出版。その本はポッドキャストにもなり、後にそのポッドキャストが基になってドキュメンタリー『 キャッチ＆キル / #MeToo告発の記録』が製作された。

## 著作
- War on Peace: The End of Diplomacy and the Decline of American Influence　2018年4月24日
- Catch and Kill: Lies, Spies, and a Conspiracy to Protect Predators　2019年10月15日
  - 関美和 訳『キャッチ・アンド・キル』文藝春秋、2022年4月12日。ISBN 9784163915265。